# Anigozanthos flavidus
Anigozanthos flavidus là một loài thực vật có hoa trong họ họ Huyết bì thảo. Loài này được DC. mô tả khoa học đầu tiên năm 1807.

## Tham khảo

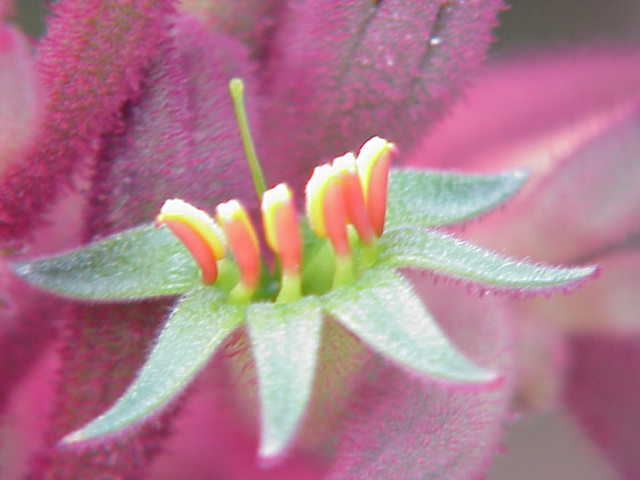
Hoa Anigozanthos flavidus

## Hình ảnh

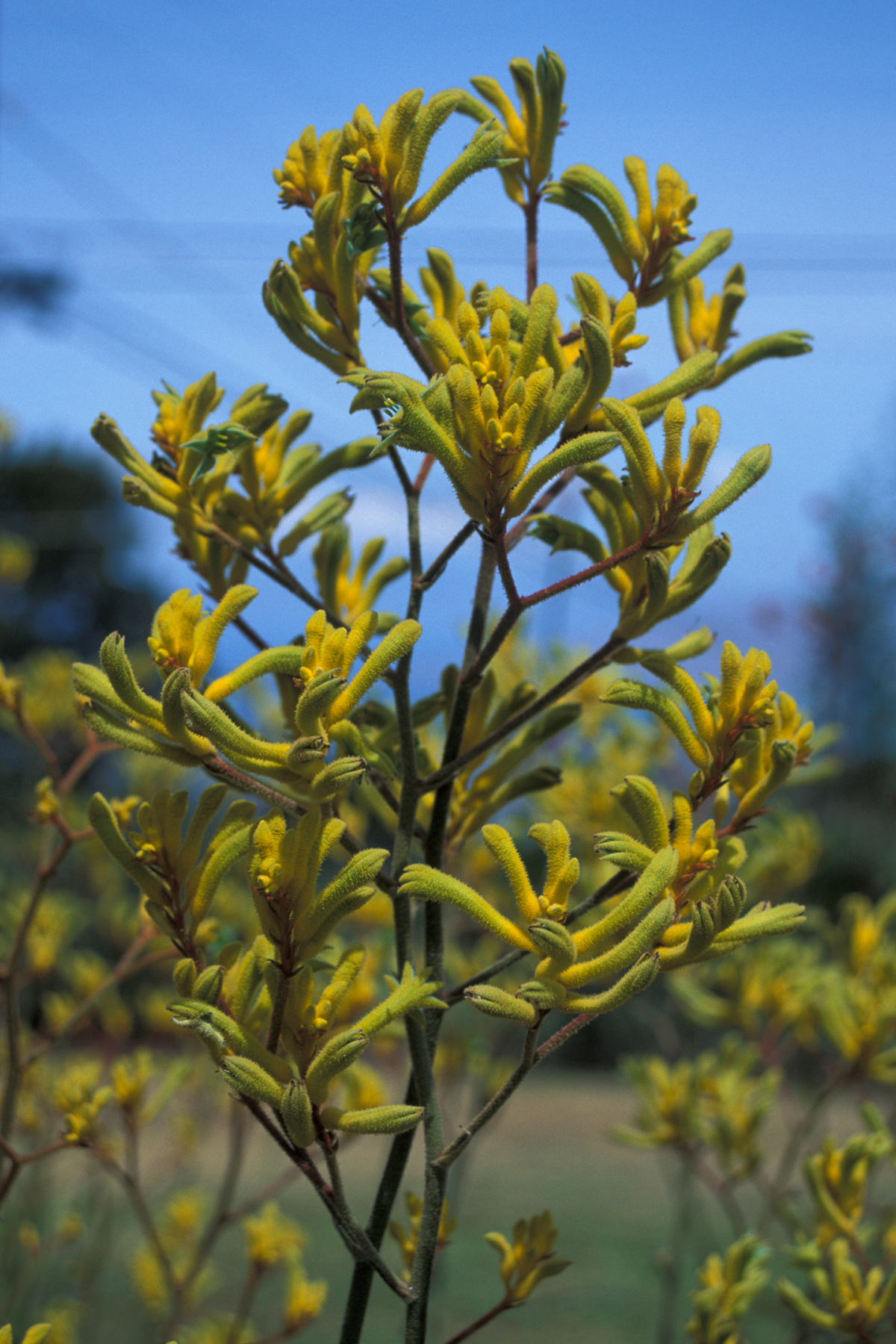
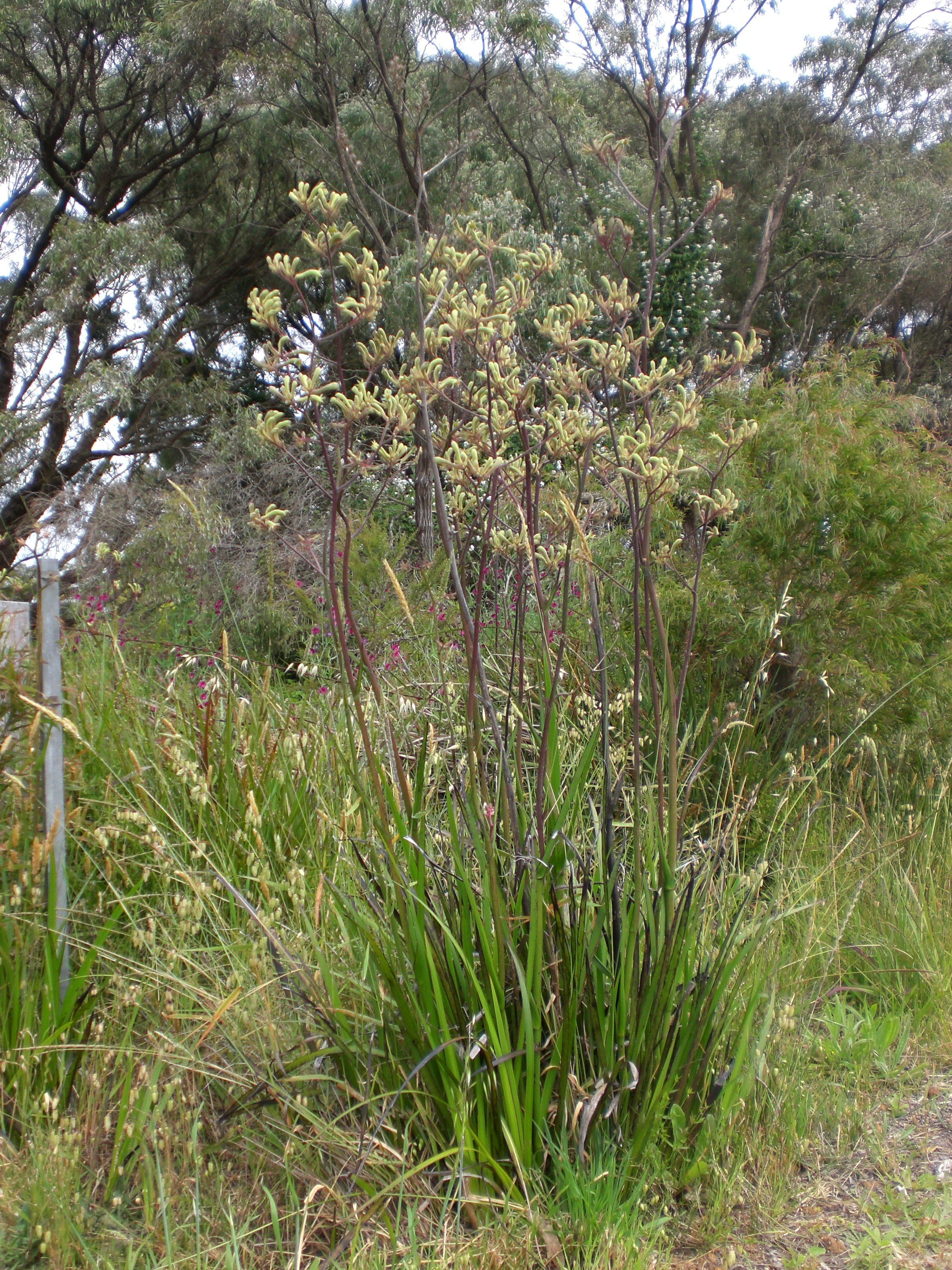
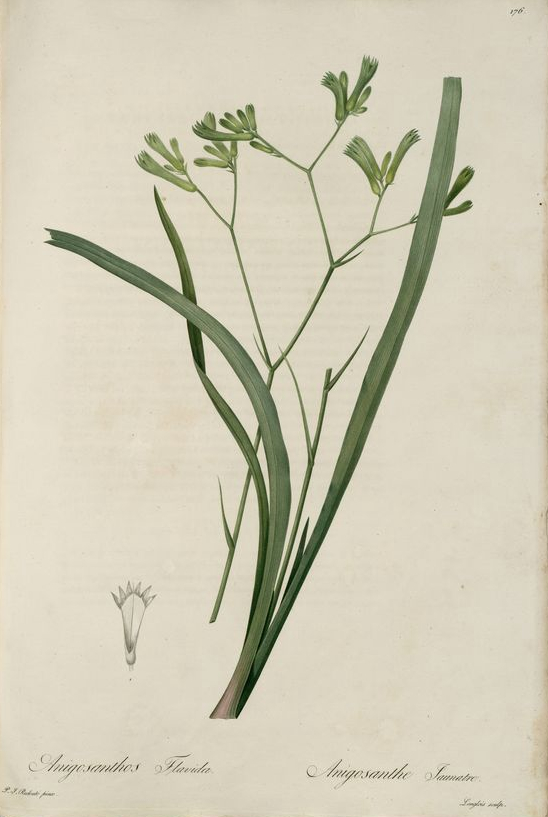
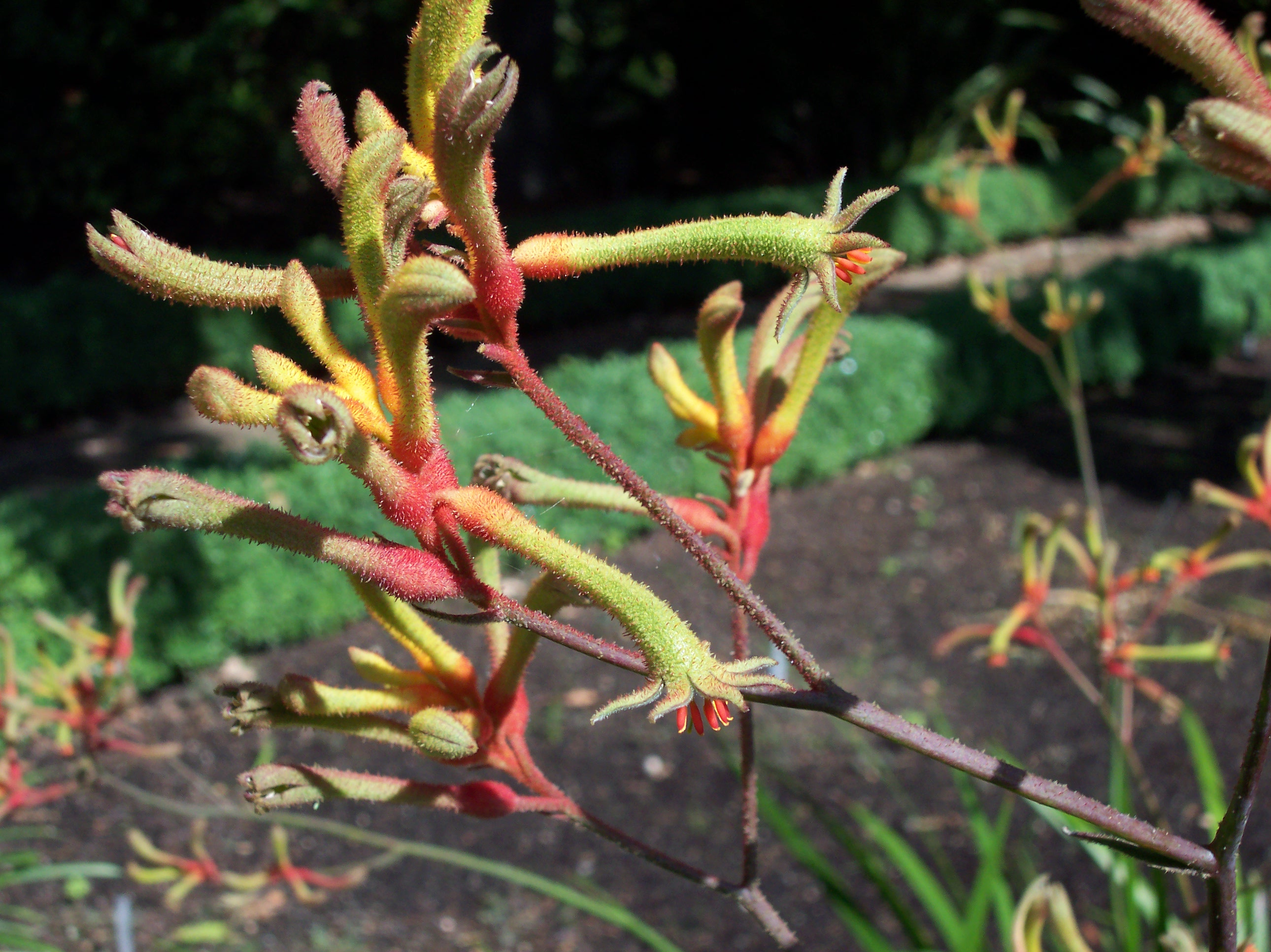
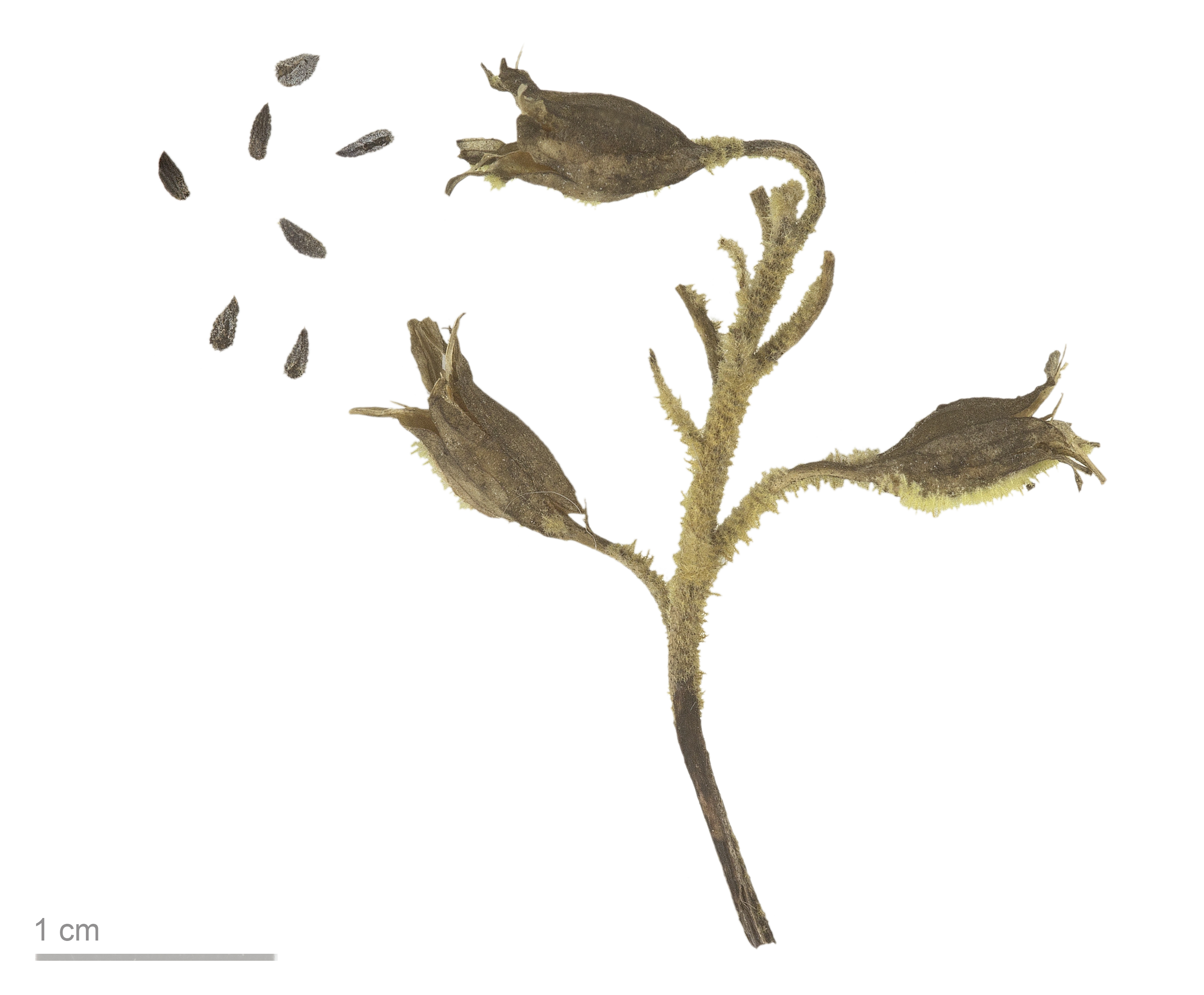
Anigozanthos flavidus